# (15384) Samková
(15384) Samková, désignation internationale (15384) Samkova, est un astéroïde de la ceinture principale.

## Description
(15384) Samkova est un astéroïde de la ceinture principale. Il fut découvert le 26 septembre 1997 à l'Observatoire d'Ondřejov par Petr Pravec. Il présente une orbite caractérisée par un demi-grand axe de 2,93 UA, une excentricité de 0,08 et une inclinaison de 1,4° par rapport à l'écliptique.

## Compléments